# Дисплазия
Дисплази́я (от греч. δυσ dys — нарушение + πλάθω plaseo — образую), или Дисгенези́я (от греч. δυσ dys — нарушение + др.-греч. γένεσις — «происхождение», «возникновение») — неправильное формирование той или иной живой ткани эмбриона, также неправильное развитие тканей, органов или частей тела[уточнить].
Это общее название последствий неправильного формирования в процессе эмбриогенеза и постнатальном периоде отдельных частей, органов или тканей организма, изменения размера, формы и строения клеток, тканей или целых органов. Обычно дисплазия врождённая, но может проявиться после рождения или даже во взрослом возрасте.

## Использование термина
Термин «дисплазия» является достаточно новым[уточнить]. Он применяется по отношению к самым разнообразным заболеваниям, в основе которых лежит аномалия развития ткани, клетки или органа:
- Дисплазия соединительной ткани;
- Дисплазия эпителиальной ткани (факультативный предрак);
- Дисплазия тазобедренного сустава;
- Дисплазия твёрдой ткани зуба;
- Фиброзная дисплазия;
- Метатропическая дисплазия;
- Метаэпифизарная дисплазия;
- Дисплазия шейки матки;
- Спондилоторакальная дисплазия, или синдром Ярхо-Левина.

Термин «диспластический» применяется по отношению к любому патологическому процессу, в этиологии которого лежит дисплазия:
- Диспластический коксартроз
- Диспластический статус
- Диспластический сколиоз

Существует ошибочное мнение, что дисплазия — это воспалительное заболевание суставов у детей, но это не так, ведь дисплазии могут быть подвергнуты клетки любых тканей и органов.